# Softenonproces
Het Softenonproces was een geruchtmakend moordproces in België in 1962. Softenon was een kalmerend middel dat in 1957 door de firma Grünenthal op de markt werd gebracht en dat het bestanddeel thalidomide bevatte, waarvan in 1961 bleek dat het verantwoordelijk was voor een aantal aangeboren afwijkingen bij baby's. Eén van deze "softenonbaby's" was Carinne Vandeput. Toen Carinne geboren werd op 22 mei 1962, bleek dat ze ernstig was misvormd. Ze had geen armen, haar handen waren vastgehecht aan haar schouders en ze had op het eerste zicht geen aars. In juni 1962 werd zij door haar moeder Suzanne Vandeput-Coïpel uit medelijden gedood. Op vervolging van moord werd de moeder vrijgesproken door de assisenjury.

## De feiten
Eind mei 1962 vertrok Suzanne naar het ziekenhuis te Rocourt. Het was een zware bevalling waarbij ze haar zelfs in slaap moesten brengen. Dokter Weerts leidde de bevalling. Direct na de geboorte zag hij dat het kind misvormd was waarop hij het achter een kamerscherm bracht om het aan een zuurstofapparaat te leggen. Na het kind vlug onderzocht te hebben, dacht hij vastgesteld te hebben dat het kind een geperforeerde anus had. Zuster Philoméne die hem assisteerde, maakte dezelfde observatie en schreef op een fiche in het Nederlands: "geen anus". De moeder van Suzanne, Fernande, die bij de bevalling aanwezig was, was de eerste die het kind zag. Zij bracht Jean-Noël Vandeput, de vader van het kind, en Monique, de zus van Suzanne, onmiddellijk op de hoogte van dit ongelukkig nieuws.
Suzanne lieten ze echter in de waan dat er niets mis was met kind. Ze zeiden dat het enkel wat fragiel was en daardoor in de couveuse moest liggen. Pas drie dagen na de bevalling vertelde men aan haar dat er iets mis was met het kind, vier dagen na de geboorte zag ze haar kind voor het eerst. Monique en Fernande hadden ondertussen reeds aan het ziekenhuispersoneel gevraagd om het kind niet in leven te laten. Het personeel weigerde waarna Fernande en Monique naar dokter Casters gingen. Hij wilde enkel een voorschrift geven voor luminal als Suzanne op de hoogte was want naar zijn mening had alleen zij het recht om de beslissing te nemen of het kind al dan niet mocht leven.
Nadat Suzanne op de hoogte was gebracht, werd er een familieberaad gehouden, waar beslist werd dat het kind gedood zou worden. Die maandag, 6 juni 1962, mocht Suzanne naar huis. In de auto bevonden zich Jean-Noël Vandeput, Suzanne Coïpel, Fernande Yerna en baby Carinne. Onderweg stopten ze bij dr. Casters. Fernande ging naar binnen om aan de dokter een voorschrift te vragen. Nadat hij Suzanne in de auto had zien zitten, was hij bereid om het product voor te schrijven. Fernande haalde het product af bij de apotheker, waarna ze het deponeerde bij Monique. Samen met haar echtgenoot, bracht ze het product naar Suzanne. De dodelijke melkfles werd bereid in de keuken. Suzanne drong er op aan dat haar man, haar zus en haar schoonbroer zich terugtrokken. Ze wou dit alleen doen. De melkfles werd aan Carinne gegeven, deze dronk het leeg en viel in een slaap waarvan ze nooit meer zou ontwaken. In de kliniek had dr. Weerts, nadat de familie hem had verzocht het kind niet in leven te laten, met zware gewetensproblemen gekampt. Hij sprak de kliniekleider, dr. Gottschalck, hierover aan. Na lang beraad werd er beslist om het gerecht te waarschuwen. Zij zouden de volgende dag iemand sturen om te controleren of het kind nog in leven was, maar ze waren te laat. Het kind was al dood.
De dag erna, 7 juni 1962, had het gezin dr. Herpin, een kennis van Jean-Noël, 's morgens laten komen om de doodsoorzaak van het kind vast te stellen. Dokter Herpin zag direct, zonder het kind te hebben onderzocht, dat het niet op een natuurlijke wijze was gestorven. Hij vertelde dit aan Jean-Noël en hij bekende dat ze het kind slaappillen hadden gegeven. Herpin twijfelde of hij de autoriteiten moest inlichten, maar nog voordat hij kon beslissen, was de politie aangekomen. Suzanne werd aangehouden, daarna haar man, haar moeder, haar zus en ten slotte ook dr. Casters. De Vandeputs hadden zijn naam niet onthuld. Suzanne had verklaard dat zij het dodelijke geneesmiddel uit haar medicijnkastje had genomen. Dr. Casters' aandeel in deze affaire werd duidelijk nadat de politie zijn voorschrift ontdekte tijdens een onderzoek onder alle apothekers in de buurt.

## Het proces
Zoals gebruikelijk bij beschuldiging van moord, kwam de zaak voor het Hof van assisen, in dit geval in Luik. De zittingen hadden plaats van maandag 5 november tot zaterdag 10 november 1962. De voorzitter van de rechtbank was Paul-Emille Trousse, hij werd bijgestaan door twee bijzitters, Lejeune en Deschamps. Cappuyns was de openbare aanklager. De verdediging werd gevoerd door zes advocaten:
- J. Paulus, advocaat van Jean-Noël Vandeput
- J. Rozet en E.E. Jeunhomme, advocaten van Fernande Yerna en Monique De La Marck
- J. Henry en Jean Mottard, advocaten van dr. Casters
- J. Derwael, advocaat van Suzanne

Het samenstellen van de jury bleek niet zo makkelijk. Mensen die de solidariteitslijsten ten voordele van de beklaagden hadden ondertekend werden door de openbare aanklager geweigerd. Het bereiken van het vereiste aantal van twaalf (plus twee reserve) juryleden kostte veel moeite, doordat de verdediging bezwaar had tegen de meeste personen die waren opgeroepen. Vrouwen werden door de verdediging sowieso uitgesloten, wegens te sentimenteel, te instinctief: "Comment joueront ces instincts, parmi lesquels, par exemple, ce fameux instinct maternel...", zodat de jury enkel uit mannen bestond.
Op 10 november werden de vijf beklaagden, Suzanne Vandeput, haar echtgenoot Jean-Noël Vandeput, haar moeder Fernande Yerna, haar zus Monique de la Marck en huisarts Jacques Casters, op alle elf punten vrijgesproken.